# Andrea Fuentes
Andrea Fuentes Fache (Valls, Tarragona, 7 de abril de 1983) es una entrenadora y exnadadora de natación artística española que tiene el mayor número de medallas olímpicas de España en su especialidad, con cuatro (tres medallas de plata y una de bronce). En la actualidad es seleccionadora del equipo de natación artística de España. 
Fue hermana de la también nadadora artística Tina Fuentes (1977-2018).

## Biografía
Se formó en Barcelona, en el club de natación Kallípolis, que desde comienzos del siglo XXI ha sido el gran semillero de la natación artística española.
Participó en tres Juegos Olímpicos de Verano, los de 2004, 2008 y 2012, obteniendo cuatro medallas: dos platas en Pekín 2008 y una plata y un bronce en Londres 2012. También ganó dieciséis medallas en el Campeonato Mundial de Natación entre los años 2003 y 2011, y dieciséis medallas en el Campeonato Europeo de Natación entre los años 2002 y 2012.
Entre 2018 y 2024 fue seleccionadora y entrenadora del equipo de natación artística de Estados Unidos.
A pesar de quedar en tercera posición en los Juegos Panamericanos de 2019 y no lograr la clasificación para los natación artística en los Juegos Olímpicos de Tokio 2020, el balance desde ese momento fue muy brillante, al lograr 6 medallas en campeonatos mundiales (2 de plata y 4 de bronce) y una medalla de plata por equipos en los Juegos Olímpicos de París 2024, el primer metal olímpico para la natación artística estadounidense en veinte años.
El 22 de junio de 2022 salvó la vida de una de las nadadoras de su equipo, Anita Alvarez, que se había desvanecido en la piscina en la final del ejercicio de solo libre, en el Campeonato Mundial de Natación de 2022 en Budapest.
El 20 de agosto de 2024 fue nombrada seleccionadora del equipo de natación artística de España, reemplazando a la entrenadora japonesa Mayuko Fujiki.

## Palmarés internacional
| Juegos Olímpicos   | Juegos Olímpicos         | Juegos Olímpicos  | Juegos Olímpicos  |
| Año                | Lugar                    | Medalla           | Prueba            |
| ------------------ | ------------------------ | ----------------- | ----------------- |
| 2008               | Pekín (China)            | Medalla de plata  | Dúo               |
| 2008               | Pekín (China)            | Medalla de plata  | Equipo            |
| 2012               | Londres (Reino Unido)    | Medalla de plata  | Dúo               |
| 2012               | Londres (Reino Unido)    | Medalla de bronce | Equipo            |
| Campeonato Mundial |                          |                   |                   |
| Año                | Lugar                    | Medalla           | Prueba            |
| 2003               | Barcelona (España)       | Medalla de plata  | Combinación libre |
| 2005               | Montreal (Canadá)        | Medalla de bronce | Equipo            |
| 2005               | Montreal (Canadá)        | Medalla de bronce | Combinación libre |
| 2007               | Melbourne (Australia)    | Medalla de plata  | Equipo libre      |
| 2007               | Melbourne (Australia)    | Medalla de bronce | Equipo técnico    |
| 2009               | Roma (Italia)            | Medalla de oro    | Combinación libre |
| 2009               | Roma (Italia)            | Medalla de plata  | Dúo técnico       |
| 2009               | Roma (Italia)            | Medalla de plata  | Dúo libre         |
| 2009               | Roma (Italia)            | Medalla de plata  | Equipo técnico    |
| 2009               | Roma (Italia)            | Medalla de plata  | Equipo libre      |
| 2011               | Shanghái (China)         | Medalla de plata  | Solo libre        |
| 2011               | Shanghái (China)         | Medalla de bronce | Solo técnico      |
| 2011               | Shanghái (China)         | Medalla de bronce | Dúo técnico       |
| 2011               | Shanghái (China)         | Medalla de bronce | Dúo libre         |
| 2011               | Shanghái (China)         | Medalla de bronce | Equipo técnico    |
| 2011               | Shanghái (China)         | Medalla de bronce | Equipo libre      |
| Campeonato Europeo |                          |                   |                   |
| Año                | Lugar                    | Medalla           | Prueba            |
| 2002               | Berlín (Alemania)        | Medalla de plata  | Equipo            |
| 2004               | Madrid (España)          | Medalla de oro    | Combinación libre |
| 2004               | Madrid (España)          | Medalla de plata  | Equipo            |
| 2006               | Budapest (Hungría)       | Medalla de plata  | Equipo            |
| 2006               | Budapest (Hungría)       | Medalla de plata  | Combinación libre |
| 2008               | Eindhoven (Países Bajos) | Medalla de oro    | Dúo               |
| 2008               | Eindhoven (Países Bajos) | Medalla de oro    | Equipo            |
| 2008               | Eindhoven (Países Bajos) | Medalla de oro    | Combinación libre |
| 2010               | Budapest (Hungría)       | Medalla de plata  | Solo              |
| 2010               | Budapest (Hungría)       | Medalla de plata  | Dúo               |
| 2010               | Budapest (Hungría)       | Medalla de plata  | Equipo            |
| 2010               | Budapest (Hungría)       | Medalla de plata  | Combinación libre |
| 2012               | Eindhoven (Países Bajos) | Medalla de oro    | Equipo            |
| 2012               | Eindhoven (Países Bajos) | Medalla de oro    | Combinación libre |
| 2012               | Eindhoven (Países Bajos) | Medalla de plata  | Solo              |
| 2012               | Eindhoven (Países Bajos) | Medalla de plata  | Dúo               |

## Condecoraciones
| Distinción                                          | Año  |
| --------------------------------------------------- | ---- |
| Medalla de Bronce - Real Orden del Mérito Deportivo | 2007 |
| Medalla de Plata - Real Orden del Mérito Deportivo  | 2009 |
| Medalla de Oro - Real Orden del Mérito Deportivo    | 2013 |